# Where Is The Love?
Where Is the Love? är den första singeln från den amerikanska hiphop-gruppen Black Eyed Peas tredje album Elephunk, utgiven 2003. Det var den första singeln som deras då nya medlem Fergie deltog i. Låten nådde åttonde plats på Billboard Hot 100.